# Stan Miasek
Stanley Miasek, detto Stan (New York, 19 settembre 1923 – Parkville, 18 ottobre 1989), è stato un cestista statunitense, professionista nella BAA, nella NBA e nella NPBL.

## Palmarès
- All-BAA First Team (1947)
- All-BAA Second Team (1948)
- All-NPBL First Team (1951)